# The Diary
| Críticas profissionais | Críticas profissionais |
| Avaliações da crítica  | Avaliações da crítica  |
| Fonte                  | Avaliação              |
| ---------------------- | ---------------------- |
| Allmusic               | [ 1 ]                  |
| Entertainment Weekly   | (B)                    |
| NME                    | (8/10)                 |
| Q Magazine             | [ 4 ]                  |
| Rolling Stone          | (favorável)            |
| RapReviews             | [ 6 ]                  |
| The Source             | [ 7 ]                  |
| Vibe                   | (favorável)            |
| XXL                    | [ 9 ]                  |

The Diary é o terceiro álbum do rapper americano Scarface. Este álbum é um dos poucos a receber a nota perfeita de ambas as revistas The Source e XXL. O álbum estreou na segunda posição da Billboard 200 atrás apenas de Miracles: The Holiday Album de Kenny G, e foi certificado platina pela RIAA em 5 de Dezembro de 1994. The Diary acabou se tornando o álbum mais vendido de Scarface, com 1,446,443 cópias vendidas.
Dois singles foram lançados do álbum, "Hand of the Dead Body", que tinha as participações de Ice Cube e Devin the Dude, chegou ao número 74 das paradas americanas, enquanto "I Seen a Man Die" chegou ao número 37, se tornando seu primeiro top 40 hit.

## Faixas
|    | Título                    | Produtor(es)                               | Cantor(es)                         | Duração |
| -- | ------------------------- | ------------------------------------------ | ---------------------------------- | ------- |
| 1  | "Intro"                   | Scarface, Mike Dean                        | *Interlude*                        | 1:20    |
| 2  | "The White Sheet"         | N.O. Joe                                   | Scarface                           | 4:48    |
| 3  | "No Tears"                | Scarface, N.O. Joe                         | Scarface                           | 2:58    |
| 4  | "Jesse James"             | Scarface, Mike Dean, N.O. Joe              | Scarface                           | 4:45    |
| 5  | "G's"                     | Mike Dean, N.O. Joe                        | Scarface                           | 5:47    |
| 6  | "I Seen a Man Die"        | Scarface, Mike Dean, N.O. Joe              | Scarface                           | 5:19    |
| 7  | "One"                     | Mike Dean, N.O. Joe                        | Scarface                           | 6:17    |
| 8  | "Goin' Down"              | Scarface, Mike Dean, N.O. Joe, Uncle Eddie | Scarface                           | 5:39    |
| 9  | "One Time"                | Mike Dean                                  | *Interlude*                        | 1:05    |
| 10 | "Hand of the Dead Body"   | Scarface, Mike Dean, N.O. Joe, Uncle Eddie | Scarface, Ice Cube, Devin the Dude | 5:32    |
| 11 | "Mind Playin' Tricks '94" | Mike Dean, N.O. Joe                        | Scarface                           | 4:39    |
| 12 | "The Diary"               | N.O. Joe                                   | Scarface                           | 2:42    |
| 13 | "Outro"                   | Uncle Eddie                                | *Interlude*                        | 1:57    |

## Samples
- "Goin' Down"
  - "99 Luftballons" de Nena
- "I Seen a Man Die"
  - "Light My Fire" de Julie Driscoll e Brian Auger and the Trinity
- "Jesse James"
  - "If I Was Your Girlfriend" de Prince

## Posições nas paradas

### Álbum
| Parada (1994)          | Posição topo |
| ---------------------- | ------------ |
| Billboard 200          | 2            |
| Top R&B/Hip Hop Albums | 2            |

### Singles
| Ano  | Canção                  | Billboard Hot 100 | Hot R&B/Hip-Hop Singles & Tracks | Hot Rap Singles |
| ---- | ----------------------- | ----------------- | -------------------------------- | --------------- |
| 1994 | "I Seen a Man Die"      | 37                | 15                               | 2               |
| 1995 | "Hand of the Dead Body" | 74                | 39                               | 9               |